# Lineodes integra
Lineodes integra là một loài bướm đêm trong họ Crambidae.